# Regiones de Tlaxcala

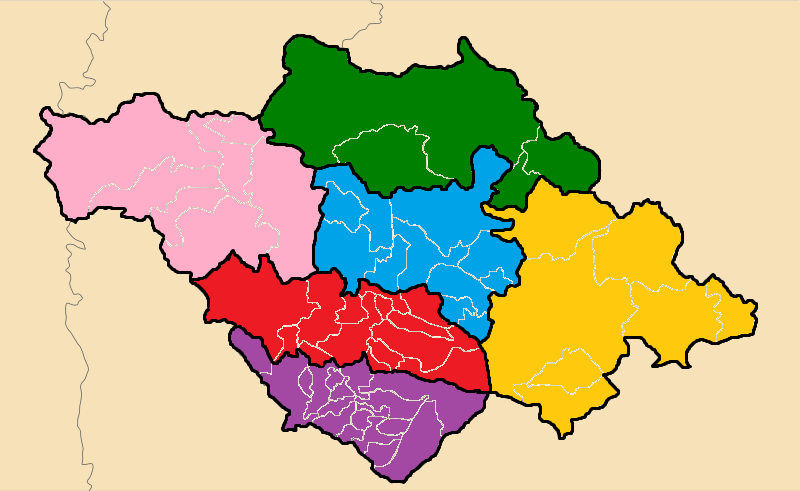
Regiones de Tlaxcala:
Región Norte
Región Oriente
Región Poniente
Región Centronorte
Región Centrosur
Región Sur

Las regiones de Tlaxcala son seis áreas socioeconómicas dentro del estado mexicano de Tlaxcala. Organizado en 2007 a partir de un diagnóstico del Estado, realizado por El Colegio de Tlaxcala, en conjunto con el Consejo Económico y Social y publicado en el plan estratégico por regiones en diciembre de 2008.
El Programa de Ordenamiento Territorial de la entidad (PEOT) estructuró estas regiones con base en las propiedades viales, naturales, económicas y sociales de los municipios de Tlaxcala, cada región está liderada por un municipio, en donde se concentran las mayores interacciones de desarrollo de la población, dividiéndose así en; Norte (Tlaxco), Oriente (Huamantla), Poniente (Calpulalpan), Centronorte (Apizaco), Centrosur (Tlaxcala) y Sur (Zacatelco).
Tlaxcala cuenta con poco más de 4 mil kilómetros cuadrados ubicándose en la posición 31 por superficie entre las entidades federativas que conforman a México. Es uno de los menos poblados de la república con una población de 1 272 847 habitantes registrados en 2015.

## Regiones

### Norte
La región Norte abarca 4 municipios con una extensión territorial en conjunto de 774.097 kilómetros cuadrados siendo la tercera región más grande del estado, por detrás de las regiones Oriente y Poniente, respectivamente, registró en 2015 una población de 56 797 habitantes que la convierte en la región menos poblada, tiene como cabecera a Tlaxco. Colinda al norte con los estados de Hidalgo y Puebla, al suroeste con la región Poniente, al sur con la región Centronorte y al sureste con la región Oriente.
| Población (2015)  | Municipios                                                  | Superficie  | Mapa                     |
| ----------------- | ----------------------------------------------------------- | ----------- | ------------------------ |
| 56 797 habitantes | - Tlaxco - Atlangatepec - Emiliano Zapata - Lázaro Cárdenas | 774.097 km² | Localización en Tlaxcala |

### Oriente
La región Oriente abarca 7 municipios con una extensión territorial en conjunto de 919.084 kilómetros cuadrados siendo la región más grande del estado con una población de 173 435 habitantes en 2015, tiene como cabecera a Huamantla. Colinda al norte con la región Norte y el estado de Puebla, al oeste con las regiones Centronorte y Centrosur y al sureste con el estado de Puebla.
| Población (2015)   | Municipios                                                                                 | Superficie  | Mapa                     |
| ------------------ | ------------------------------------------------------------------------------------------ | ----------- | ------------------------ |
| 173 435 habitantes | - Huamantla - Terrenate - Atltzayanca - Cuapiaxtla - Tequexquitla - Ixtenco - Ziltlaltépec | 919.084 km² | Localización en Tlaxcala |

### Poniente
La región Poniente abarca 6 municipios con una extensión territorial en conjunto de 822.714 kilómetros cuadrados siendo la segunda región más grande del estado, por detrás de la región Oriente, agrupó en 2015 una población de 105 271 habitantes, y tiene como cabecera a Calpulalpan. Colinda al norte con el estado de Hidalgo, al noreste con la región Norte, al oeste con el estado de México, al este con la región Centronorte y al sur con la región Centrosur y el estado de Puebla.
| Población (2015)   | Municipios                                                                       | Superficie  | Mapa                     |
| ------------------ | -------------------------------------------------------------------------------- | ----------- | ------------------------ |
| 105 271 habitantes | - Calpulalpan - Nanacamilpa - Benito Juárez - Sanctórum - Españita - Hueyotlipan | 822.714 km² | Localización en Tlaxcala |

### Centronorte
La región Centronorte abarca 11 municipios con una extensión territorial en conjunto de 613.227 kilómetros cuadrados siendo la tercera región menos extensa del estado, por delante de las regiones Centrosur y Sur, respectivamente, contaba en 2015 con una población de 224 908 habitantes y tiene como cabecera a Apizaco. Colinda al norte con la región Norte, al oeste con la región Poniente, al este con la región Oriente y al sur con la región Centrosur.
| Población (2015)   | Municipios | Superficie  | Mapa                     |
| ------------------ | --- | ----------- | ------------------------ |
| 224 908 habitantes | - Apizaco - Tecopilco - Muñoz - Tetla - Xaltocan - Yauhquemehcan - Xaloztoc - Tzompantepec - Tocatlán - Cuaxomulco - Teacalco | 613.227 km² | Localización en Tlaxcala |

### Centrosur
La región Centrosur abarca 14 municipios con una extensión territorial en conjunto de 508.630 kilómetros cuadrados siendo la segunda región menos extensa del estado, por delante de la región Sur, agrupó en 2015 una población de 385 458 habitantes lo que la hace la región más poblada, tiene como cabecera a Tlaxcala. Colinda al norte con las regiones Centronorte y Poniente, al oeste con el estado de Puebla, al este con la región Oriente y al sur con la región Sur.
| Población (2015)   | Municipios | Superficie  | Mapa                     |
| ------------------ | --- | ----------- | ------------------------ |
| 385 458 habitantes | - Tlaxcala - Chiautempan - Ixtacuixtla - Panotla - Nopalucan - Texoloc - Tlaltelulco - Totolac - Amaxac - Apetatitlán - Xiloxoxtla - Santa Cruz - Contla - Tetlanohcan | 508.630 km² | Localización en Tlaxcala |

### Sur
La región Sur abarca el mayor número de municipios con un total de 18 y cuenta con una extensión territorial en conjunto de 422.407 kilómetros cuadrados, no obstante es la región menos extensa del estado, registró en 2015 una población de 326 976 habitantes convirtiéndose en la segunda región más poblada, solo por detrás de la región Centrosur, tiene como cabecera a Zacatelco. Colinda al norte con la región Centrosur y al sur con el estado de Puebla.
| Población (2015)   | Municipios | Superficie  | Mapa                     |
| ------------------ | --- | ----------- | ------------------------ |
| 326 976 habitantes | - Zacatelco - San Pablo del Monte - Tepetitla - Natívitas - Teacalco - Municipio de Tetlatlahuca - Zacualpan - Huactzinco - Axocomanitla - Tepeyanco - Quilehtla - Ayometla - Xicohtzinco - Papalotla - Tenancingo - Mazatecochco - Acuamanala - Teolocholco | 422.407 km² | Localización en Tlaxcala |